# Pekan Kemis
Pekan Kemis is een bestuurslaag in het regentschap Serdang Bedagai van de provincie Noord-Sumatra, Indonesië. Pekan Kemis telt 809 inwoners (volkstelling 2010).